# Алкин
Алкините в химията са хомоложен ред от ненаситени въглеводороди, съдържащи една тройна връзка между два от въглеродните атоми в молекулата си, с обща формула {\displaystyle {\ce {C_{n}H_{2n-2}{}}}}.
Наименованията на видовете алкини завършват на -ин, например етин: {\displaystyle {\ce {H-C#C-H}}}.
Алкините още се наричат ацетилени.
За разлика от алканите и в по-малка степен от алкените, алкините са много реактивни и нестабилни съединения. Отличават се с висока киселинност и имат pKa стойности (25) между тези на амоняка (35) и етанола
(16). Между алкани, алкени и алкини има генетична връзка. Имат висока температура на кипене и топене, малко разтворими във вода, но по-добре от останалите.

## Химични свойства
Първите членове на хомоложния ред на алкините при обикновени условия са газове, средните – течности, а висшите – твърди вещества. С увеличаването на молекулната им маса, температурата на топене и кипене се повишава.
Те, също както алканите и алкените, горят, но реакцията при тях протича с отделяне на пушлив пламък заради голямото количество въглерод.
Алкините участват в присъединителни реакции, като присъединяват водород, вода, халогени, халогеноводороди.
Взаимодействат с водород като първо се разкъсва едната пи връзка, после и другата, водейки до получаването на алкан със същия брой въглеродни атоми. Горят като се получават {\displaystyle {\ce {CO2}}} и {\displaystyle {\ce {H2O}}}.
| Брой въглеродни атоми | Име    | Формула                        |
| 2                     | Етин   | {\displaystyle {\ce {C2H2}}}   |
| 3                     | Пропин | {\displaystyle {\ce {C3H4}}}   |
| 4                     | Бутин  | {\displaystyle {\ce {C4H6}}}   |
| 5                     | Пентин | {\displaystyle {\ce {C5H8}}}   |
| 6                     | Хексин | {\displaystyle {\ce {C6H10}}}  |
| 7                     | Хептин | {\displaystyle {\ce {C7H12}}}  |
| 8                     | Октин  | {\displaystyle {\ce {C8H14}}}  |
| 9                     | Нонин  | {\displaystyle {\ce {C9H16}}}  |
| 10                    | Декин  | {\displaystyle {\ce {C10H18}}} |

## Присъединителни реакции
Присъединителните реакции протичат в два етапа, като последователно се разкъсват двете π-връзки. В първия етап се получават алкени, а през втория – алкани.

### Хидрогениране
Това е процес на присъединяване на водород. За да се присъедини водород са нужни висока температура, високо налягане и катализатор никел (Ni), паладий (Pd) или платина (Pt).
{\displaystyle {\ce {HC#CH + H2->H2C=CH2}}}
{\displaystyle {\ce {H2C=CH2 + H2->H3C-CH3}}}
Продуктът на първата реакция е етен, а на втората – етан.

### Халогениране
Представлява процес на присъединяване на халогени. При алкините халогенирането протича по електрофилен механизъм.
{\displaystyle {\ce {HC#CH + Cl2->Cl-CH=CH-Cl}}}
{\displaystyle {\ce {Cl-CH=CH-Cl + Cl2->Cl-CH(Cl)-CH(Cl)-Cl}}}
Продуктът на първата реакцията е 1,1-дихлороетен, а на втората – 1,1,2,2-тетрахлороетан.

### Хидрохалогениране
При алкини протича по електрофилен механизъм и по правилото на Марковников.
{\displaystyle {\ce {HC#C-CH3 + HBr->H2C=CBr-CH3}}}
{\displaystyle {\ce {H2C=CBr-CH3 + HBr->H3C-CBr2-CH3}}}
Продуктът на първата реакция е 2-бромопропен, а на втората – 2,2-дибромопропан.

### Хидратация
Процес на присъединяване на вода. Когато се присъединява вода към алкини се получават кетони (единствено от етина се получава етанал). Реакцията протича при наличието на катализатори живачни соли ({\displaystyle {\ce {Hg^2+}}}) в кисела среда и по правилото на Марковников. Процесът протича на два етапа:
{\displaystyle {\ce {HC#C-CH3 + H-OH->H2C=C(-OH)-CH3}}}
Продуктът на тази реакция е 2-пропенол. Енолите са нестабилни съединения и изомеризират (тавтомеризират) до съответните алдехиди и кетони, както е изразено във втория етап от реакцията:
{\displaystyle {\ce {H2C=C(-OH)-CH3->H3C-C(=O)-CH3}}}
Продуктът на този етап е пропанон (ацетон). Той е стабилно съединение и затова реакцията спира дотук.

## Заместителни реакции
Терминалните алкини (алкини с тройна връзка в края на веригата) проявяват слаби киселинни свойства и могат да реагират с метали. Получават се алкиниди, които имат йонен строеж:
{\displaystyle {\ce {2HC#CH + 2Na->2HC#CNa + H2}}}
Солта, която се получава, е натриев етинид. Когато заместването е в двата края, се получават соли, наречени карбиди.
{\displaystyle {\ce {Ca + HC#CH->CaC2 + H2}}}